# Isak Amundsen
Isak Helstad Amundsen (ur. 14 października 1999 w Brønnøysund) – norweski piłkarz występujący na pozycji środkowego obrońcy w norweskim klubie FK Bodø/Glimt.

## Kariera klubowa

### FK Bodø/Glimt
W 2018 roku dołączył do akademii FK Bodø/Glimt. 18 lutego 2020 podpisał profesjonalny kontrakt i został przesunięty do pierwszej drużyny. Zadebiutował 1 lipca 2020 w meczu Eliteserien przeciwko Odds BK (0:4). W sezonie 2020 jego drużyna zajęła pierwsze miejsce w tabeli i zdobyła mistrzostwo Norwegii.

### Tromsø IL
6 kwietnia 2021 został wysłany na wypożyczenie do klubu Tromsø IL. Zadebiutował 9 maja 2021 w meczu Eliteserien przeciwko FK Bodø/Glimt (3:0). Pierwszą bramkę zdobył 29 sierpnia 2021 w meczu ligowym przeciwko FK Bodø/Glimt (2:3).

## Statystyki
(aktualne na dzień 21 września 2021)
| Klub               | Sezon              | Liga               | Liga  | Liga   | Puchar kraju | Puchar kraju | Suma  | Suma   |
| Klub               | Sezon              | Liga               | Mecze | Bramki | Mecze        | Bramki       | Mecze | Bramki |
| ------------------ | ------------------ | ------------------ | ----- | ------ | ------------ | ------------ | ----- | ------ |
| Brønnøysund IL     | 2014               | 4. divisjon        | 3     | 0      | 0            | 0            | 3     | 0      |
| Brønnøysund IL     | 2015               | 4. divisjon        | 4     | 0      | 0            | 0            | 4     | 0      |
| Brønnøysund IL     | 2016               | 3. divisjon        | 21    | 0      | 1            | 1            | 22    | 1      |
| Brønnøysund IL     | 2017               | 4. divisjon        | 19    | 11     | 1            | 0            | 20    | 11     |
| Brønnøysund IL     | 2018               | 4. divisjon        | 7     | 1      | 1            | 0            | 8     | 1      |
| Brønnøysund IL     | Ogólnie            | Ogólnie            | 54    | 12     | 3            | 1            | 57    | 13     |
| FK Bodø/Glimt      | 2020               | Eliteserien        | 10    | 0      | 0            | 0            | 10    | 0      |
| FK Bodø/Glimt      | Ogólnie            | Ogólnie            | 10    | 0      | 0            | 0            | 10    | 0      |
| Tromsø IL (wyp.)   | 2021               | Eliteserien        | 19    | 1      | 1            | 0            | 20    | 1      |
| Tromsø IL (wyp.)   | Ogólnie            | Ogólnie            | 19    | 1      | 1            | 0            | 20    | 1      |
| Ogólnie w karierze | Ogólnie w karierze | Ogólnie w karierze | 83    | 13     | 4            | 1            | 87    | 14     |

## Sukcesy

### FK Bodø/Glimt
- Mistrzostwo Norwegii (1×): 2020